# Бајериш Ајзенштајн
Бајериш Ајзенштајн (њем. Bayerisch Eisenstein) општина је у њемачкој савезној држави Баварска. Једно је од 24 општинска средишта округа Реген. Према процјени из 2010. у општини је живјело 1.049 становника. Посједује регионалну шифру (AGS) 9276115.

## Географски и демографски подаци
Бајериш Ајзенштајн се налази у савезној држави Баварска у округу Реген. Општина се налази на надморској висини од 724 метра. Површина општине износи 47,3 km². У самом мјесту је, према процјени из 2010. године, живјело 1.049 становника. Просјечна густина становништва износи 22 становника/km².